# Billy McFarland
Billy McFarland ou William Z. McFarland, né le 11 décembre 1991,, est un américain condamné pour escroquerie. Il a escroqué des investisseurs pour 27,4 millions de dollars en faisant de la promotion et vendant des tickets pour le Fyre Festival, dont il est l'un des instigateurs, et d'autres événements.

## Fyre Festival

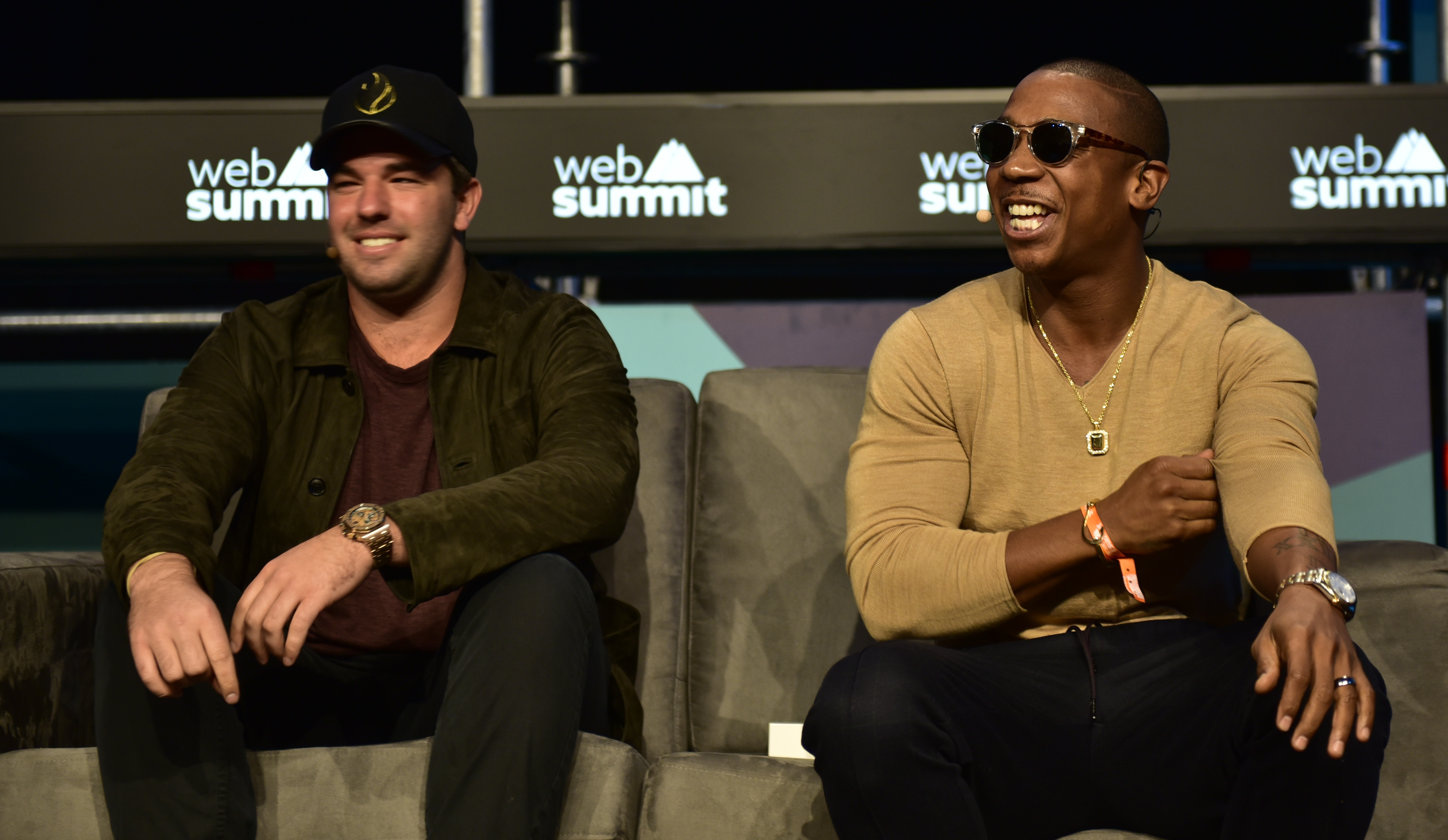
Billy McFarland à gauche et le rappeur Ja Rule à droite lors du Web Summit en 2016.

Le Fyre Festival est un festival de musique « de luxe », créé par Billy McFarland, PDG de Fyre Media Inc. et Ja Rule, rappeur. Le festival a pour but de promouvoir l'application Fyre qui permet de réserver des artistes de musique. Le festival est programmé du 28 avril 2017 au 30 avril 2017 et du 5 mai 2017 au 7 mai 2017 sur Great Exuma aux Bahamas. Finalement, il s'agit d'une fraude ayant affecté investisseurs et festivaliers.
L'événement vendu comme étant des plus en vogue a rencontré des problèmes de sécurité, de nourriture, d'hébergement, de services médicaux et de relations avec les artistes, retardant indéfiniment son ouverture. Plutôt que d'avoir des villas luxueuses et des mets gastronomiques, les festivaliers, qui ont payé des milliers de dollars, ont reçu des sandwiches emballés et ont été hébergés sous des tentes de la FEMA. 
En mars 2018, McFarland plaide coupable pour fraude électronique et escroquerie envers les investisseurs et les acheteurs des billets, puis à un second chef d'accusation pour avoir mis en place un système de vente frauduleux de tickets alors qu'il était mis en liberté sous caution. En octobre 2018, il est condamné à six ans de prison et 26 000 000 USD d'amende. Les organisateurs ont fait l'objet d'au moins huit poursuites judiciaires pour escroquerie, dont plusieurs demandes de recours collectifs, ainsi que d'une demande de plus de 100 millions de dollars de dommages-intérêts.

### Sources à lier
- https://www.huffingtonpost.fr/2018/10/12/le-responsable-du-fiasco-du-fyre-festival-billy-mcfarland-prend-6-ans-de-prison_a_23558836/
- https://www.touslesfestivals.com/actualites/le-culotte-billy-mcfarland-voudrait-une-deuxieme-edition-du-tristement-celebre-fyre-festival-130519
- https://www.rtbf.be/emission/pop-m/detail_billy-mcfarland-l-homme-derriere-le-fiasco-du-fyre-festival?id=10170115